# ブロンド少女は過激に美しく
『ブロンド少女は過激に美しく』（Singularidades de Uma Rapariga Loura）は、2009年のポルトガル映画である。エッサ・デ・ケイロスの短編小説『ある金髪女の奇行』を、100歳を超えるマノエル・デ・オリヴェイラが監督・脚本したドラマ映画である。

## キャスト
- マカリオ: リカルド・トレパ
- ルイザ: カタリナ・ヴァレンシュタイン
- フランシスコディオゴ・ドリア
- ヴィラサ夫人ジュリア・ブイセル
- 隣の席の婦人レオノール・シルヴェイラ
- ルイス＝ミゲル・シントラ